# Sarah Jessica Parker
Sarah Jessica Parker (ur. 25 marca 1965 w Nelsonville) – amerykańska aktorka i producentka filmowa.

## Życiorys

### Wczesne lata
Urodziła się 25 marca 1965 w Nelsonville. Jest córką Barbary Lillian (z domu Keck) i Stephena J. Parkera. Ojciec Parker, rodem z Brooklynu, był z pochodzenia Żydem ze Wschodniej Europy, a jego rodzinne nazwisko brzmiało „Bar-Kahn” („syn Kohen”). Matka aktorki była pochodzenia angielskiego i niemieckiego. Matka po rozwodzie wyszła za mąż za Paula Forste’a. Sarah ma siedmioro rodzeństwa: brata Timothy’ego Brittena, dwie siostry – Pippen i Rachel oraz dwóch braci przyrodnich Andrew i Aarona D. Forste’ów i dwie siostry przyrodnie – Megan i Allegrę Forste. Dorastała w Cincinnati.
Sarah, jako dziecko, brała lekcje baletu i skrzypiec. W wieku ośmiu lat debiutowała tytułową rolą w telewizyjnej adaptacji baśni Hansa Christiana Andersena ATV Dziewczynka z zapałkami (The Little Match Girl). Potem wraz ze starszym bratem została obsadzona w sztuce Niewinni (The Innocents) wystawianej na Broadwayu przez Harolda Pintera. Naukę tańca kontynuowała w American Ballet Theater i Professional Children’s School w New Jersey. Wystąpiła w inscenizacji Dźwięk muzyki (The Sound of Music) razem z czwórką rodzeństwa oraz broadwayowskim przedstawieniu Annie. Po ukończeniu Dwight Morrow High School, śpiewała w Operze Metropolitan.

### Kariera
Mogła zostać tancerką lub śpiewaczką, ale wszechstronnie uzdolniona nastolatka najszybciej zainteresowała się telewizja. Początkiem kariery na małym ekranie był udział w telewizyjnym dramacie ABC Moje ciało, moje dziecko (My Body, My Child, 1982) u boku Vanessy Redgrave i sitcomie CBS Square Pegs (1982–1983). Na dużym ekranie pojawiała się najczęściej w komediowych rolach drugoplanowych. Przez sześć lat jej znakiem rozpoznawalnym były szpilki Manolo Blahnika i czerwona parasolka z Plaza Hotel w serialu HBO Seks w wielkim mieście (Sex and the City, 1998–2004), w którym zagrała elegancką i wyzwoloną Carrie Bradshaw, felietonistkę z Nowego Jorku. Za swoją kreację otrzymała dwukrotnie Emmy, czterokrotnie Złoty Glob oraz trzykrotnie Nagrodę Gildii Aktorów Ekranowych.

## Życie prywatne
19 maja 1997 wyszła za aktora Matthew Brodericka. Mają syna Jamesa Wilke (ur. 2002) oraz córki-bliźniaczki – Marion Lorette Elwell i Tabithę Hodge (ur. 2009).

## Filmy
- 1979: Bogate dzieciaki (Rich Kids)
- 1983: Somewhere, Tomorrow jako Lori Anderson
- 1984: Firstborn jako Lisa
- 1984: Footloose jako Rusty
- 1985: Dziewczyny chcą się bawić[11] jako Janey Glenn
- 1986: Lot Nawigatora (Flight of the Navigator) jako Carolyn McAdams
- 1991: Historia z Los Angeles (L.A. Story) jako SanDeE
- 1992: In the Best Interest of the Children jako Callie Cain
- 1992: Miesiąc miodowy w Las Vegas (Honeymoon in Vegas) jako Betsy
- 1993: Pole rażenia (Striking Distance) jako Jo Christman
- 1993: Hokus pokus (Hocus Pocus) jako Sarah Sanderson
- 1994: Ed Wood jako Dolores Fuller
- 1995: Rapsodia Miami (Miami Rhapsody) jako Gwyn Marcus
- 1996: Randka na moście (If Lucy Fell) jako Lucy Ackerman
- 1996: Marsjanie atakują! (Mars Attacks!) jako Nathalie Lake
- 1996: Zmowa pierwszych żon (The First Wives Club) jako Shelly „Shell” Stewart
- 1996: Sedno sporu (The Substance of Fire) jako Sarah Geldhart
- 1996: Krytyczna terapia (Extreme Measures) jako Jodie Trammel
- 1997: Dopóki tam byłaś ('Til There Was You) jako Francesca Lanfield
- 1999: Dudley doskonały (Dudley Do-Right) jako Nell Fenwick
- 2000: Hollywood atakuje (State and Main) jako Claire Wellesley
- 2001: Spisek (Life Without Dick) jako Collee
- 2005: Rodzinny dom wariatów (The Family Stone) jako Meredith Morton
- 2005: Powrót do klasy[12] jako Grief Counselor Peggy Callas
- 2006: Miłość na zamówienie (Failure to Launch) jako Paula
- 2007: Sprytni ludzie (Smart People) jako Janet Hartigan
- 2007: Spinning Into Butter jako Sarah Daniels
- 2008: Seks w wielkim mieście[13] jako Carrie Bradshaw Preston
- 2009: Słyszeliście o Morganach?[14] jako Meryl Morgan
- 2010: Seks w wielkim mieście 2[15] jako Carrie Bradshaw Preston
- 2011: Sylwester w Nowym Jorku (New Year’s Eve) jako Kate
- 2011: Jak ona to robi? (I Don’t Know How She Does It) jako Kate Reddy
- 2013: Rodzinka nie z tej Ziemi[16] jako Kira Supernova (głos)
- 2013: Lovelace jako Gloria Steinem
- 2015: Wszystkie drogi prowadzą do Rzymu[17] jako Maggie

## Filmy TV
- 1974: Dziewczynka z zapałkami[18] jako Dziewczynka z zapałkami
- 1982: Moje ciało, moje dziecko (My Body, My Child) jako Katy
- 1984: The Almost Royal Family jako Suzanne Henderson
- 1985: W pogoni za złotem[19] jako Maggie
- 1986: The Alan King Show jako Samantha Cooper
- 1987: The Room Upstairs jako Mandy Janovic
- 1988: Dadah Is Death jako Rachel Goldman
- 1989: The Ryan White Story jako Laura
- 1989: Pursuit jako Miriam
- 1989: Life Under Water jako Amy-Beth
- 1990: Sprawiedliwi (Equal Justice) jako Jo Ann Harris
- 1992: In the Best Interest of the Children jako Callie Cain
- 1995: Słoneczni chłopcy (The Sunshine Boys) jako Nancy Clark

## Seriale TV
- 1980: Drawing Power
- 1980: 3-2-1 Contact jako Annie
- 1982–1983: Square Pegs jako Patty Greene
- 1986: Jak rok w życiu (A Year in the Life) jako Kay Erickson
- 1986: Hotel jako Rachel
- 1987: Jak rok w życiu (A Year in the Life) jako Kay Erickson Gardner
- 1990: Sprawiedliwi (Equal Justice) jako Jo Ann Harris
- 1994: Saturday Night Live
- 1998–2004: Seks w wielkim mieście (Sex and the City) jako Carrie Bradshaw
- 2007: Ulica Sezamkowa (Sesame Street) jako ona sama
- 2010: Ulica Sezamkowa (Sesame Street) jako ona sama
- 2012–2013: Glee jako Isabelle Wright
- 2016−2018: Rozwód (Divorce) jako Frances Dufresne
- 2021-2025: I tak po prostu... (Just Like That...) jako Carrie Bradshaw Preston

## Nagrody i nominacje
- Złoty Glob Najlepsza aktorka w serialu komediowym: 
  - 1998 Seks w wielkim mieście - nominacja
  - 1999 Seks w wielkim mieście
  - 2000 Seks w wielkim mieście
  - 2001 Seks w wielkim mieście
  - 2002 Seks w wielkim mieście - nominacja
  - 2003 Seks w wielkim mieście
  - 2004 Seks w wielkim mieście - nominacja[20]

- Nagroda Emmy Najlepsza aktorka w serialu komediowym:
- 2004 Seks w wielkim mieście
- 2010 Złota Malina
  - Najgorsza aktorka: Seks w wielkim mieście 2
  - Najgorsza ekranowa para: Seks w wielkim mieście 2
  - Cała obsada filmu: Seks w wielkim mieście 2